# Amira Arrès
Amira Arrès (în arabă عميرة أراس) este o comună din provincia Mila, Algeria.
Populația comunei este de 19.405 locuitori (2008).